# Cahokia (Illinois)
Pour les articles homonymes, voir Cahokia.
Cahokia est une ville de l'Illinois, dans le comté de Saint Clair, aux États-Unis, qui fait partie de métropole de Saint-Louis. Au recensement américain de 2010, le village comptait 15 241 habitants, une baisse de 1 150 personnes par rapport aux 16 391 habitants de 2000. Le nom de Cahokia fait référence à l'un des clans de la Confédération historique des Illini, les Illiniwek, qui ont été rencontrés par les premiers explorateurs français dans la région.
Au XIe siècle, des Indiens fondèrent une ville qui allait compter jusqu'à 30 000 habitants. Son influence s'étendit très loin. Cahokia est un nom emprunté à une tribu qui vivait près de là dans les années 1600. Si Cahokia était une ville, ce n'est pas dans le sens où nous l'entendons d'ordinaire : c'était plutôt une cité peuplée de fermiers cultivant leurs champs dans les environs. La disparition de Cahokia présente peut-être un mystère encore plus grand que son apparition, mais on dispose de quelques indices. La ville atteignit son apogée lors d'une phase climatique spécialement favorable et se mit à décliner quand le climat devint plus froid, plus sec, moins prévisible. Pour une communauté agricole dépendant de la régularité des récoltes, cette évolution climatique ne pouvait qu'être difficile à endurer.

## Historique
Alors que les Européens ont aussi nommé le site des monts de Cahokia vers le nord d'après le groupe amérindiens des Illini, ils ont déterminé que le complexe des monticules a été construit par la culture mississippienne, une ancienne culture, potentiellement sans rapport avec les peuples autochtones. Le site de la ville atteignit son apogée au XIIIe siècle et fut abandonné des siècles avant l'arrivée des européens. Les Amérindiens de Cahokia ne s'unirent pas en tant que groupe et ont vécu dans la région de l'Illinois jusqu'à l'époque de la Nouvelle-France.

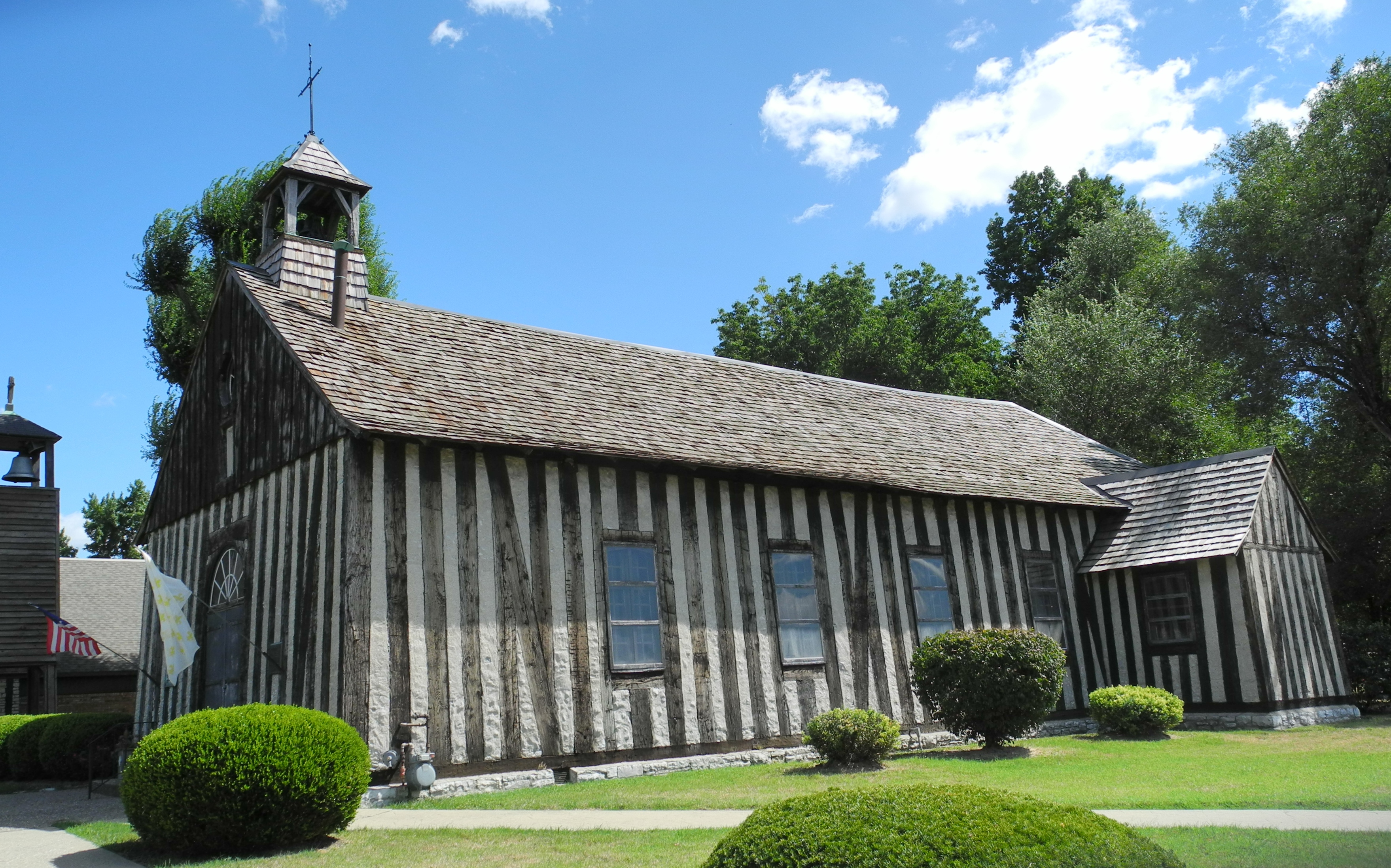
L'église de la Sainte-Famille de Cahokia.

L'association européenne avec Cahokia commença il y a plus de 300 ans, avec le père Pinet des missions chrétiennes vers la fin de 1696 à la conversion de la tribu de Tata de Cahokia au christianisme. Le père Pinet et le séminaire des Missions étrangères du Québec construisirent une église en bois, l'église de la Sainte-Famille, dédiée à la Sainte Famille. Au cours des cent années qui suivirent, Cahokia devint l'une des plus grandes villes coloniales françaises du pays des Illinois.
Cahokia était devenu un marché important d'un vaste espace pour le commerce des fourrures et marchandises indiennes. Le village comptait environ trois mille habitants, vingt-quatre maisons closes ou débits de boissons et un quartier d'affaires florissant. La ville voisine de Kaskaskia, sur le Mississippi, était devenue la ville principale de la région avec son port d'expédition, et le fort de Chartres était devenu un centre de commandement militaire et gouvernemental. La superficie de 50 milles de terres entre les deux villes était cultivée par les colons français, appelés les habitants, qui cultivaient principalement le blé. Alors que le secteur s'élargissait et s'étendait, la relation entre les colons et les Amérindiens demeurait pacifique. Les colons étaient pour la plupart des migrants canadiens d'origine française dont les familles avaient été en Amérique du Nord pendant un certain temps.
Dans les années suivantes, Cahokia souffrit principalement de la perte des Français et des Canadiens lors de la guerre de Sept Ans en 1763. Vaincus par la Grande-Bretagne dans ce qui était le prolongement de la guerre en Europe, les Français furent forcés de céder une grande partie du pays des Illinois aux vainqueurs. De nombreux Cahokians fuirent dans la crainte des Britanniques ou parce qu'ils voulaient vivre en terre catholique sans peur d'être discriminés. Certains s'en allèrent dans les villages canadiens du côté ouest du fleuve Mississippi, comme Sainte-Geneviève.
Le chef du peuple Outaouais, Pontiac, fut assassiné par d'autres Amérindiens à proximité de Cahokia, le 20 avril 1769.
En 1778, au cours de la révolution américaine, George Rogers Clark mit en place un tribunal à Cahokia, faisant de Cahokia une ville indépendante. Bien que Cahokia faisait partie de la Province de Québec, Cahokia fut cédée aux États-Unis par le Traité de Paris en 1783. Peu de temps après, les cent cinq chefs de famille de Cahokia promirent loyauté au Congrès Continental des États-Unis.

## Transports
Cahokia possède un aéroport (St. Louis Downtown-Parks, code AITA : CPS).

## Référence
1. ↑  « Annual Estimates of the Resident Population for Incorporated Places: April 1, 2010 to July 1, 2014 » (consulté le 4 juin 2015)
2. ↑  « Census of Population and Housing », Census.gov (consulté le 4 juin 2015)